# Michele Martino Fardella
Michele Martino Fardella di Mokarta (Trapani, 1º gennaio 1826 – Trapani, 28 febbraio 1876) è stato un patriota e politico italiano.

## Biografia
Barone di Mokarta. Esponente della famiglia Fardella.
Fu tra i patrioti incarcerati dopo la rivoluzione siciliana del 1848-1849 al castello della Colombaia dai borboni.
Fu al comando dei primi volontari siciliani che combatterono nel maggio 1860 con i Mille nella battaglia di Calatafimi.
Sindaco di Trapani dal 1861 al 1863, fu molto attivo. Nel 1862 ospitò il principe Umberto e poco dopo lo stesso Garibaldi.